# 알랭 달브레
알랭 달브레(Alain d'Albret, 1440년 ~ 1522년)는 프랑스의 강력한 귀족 중 한 명이다. 제16대 알브레 영주이자 타르타스의 자작, 제2대 그라브의 백작이자 카스트르의 백작이기도 하다. 그는 장 1세 달브레와 카트린 드 로앙(Catherine de Rohan)의 아들이다. 샤를 2세 달브레의 손자이자 후계자이며, 1471년 알브레 가의 가주가 되었다.
그의 통치 시기의 절반 동안에 그는 아버지의 예시를 따르기 보다는 더 동요 된 정치 코스를 택했고, 이는 그를 유럽 무대에서 가장 뚜렷한 배우 중 한명으로 만들었다.

## 어린 시절
알랭 1세는 초기에는 루이 11세에게 충성함으로써 얻는 이익을 취했고 그러함으로써 그의 영지는 더욱 번성하였다. 그는 프랑수아즈 드 샤티용(Françoise de Châtillon)과 혼인하였고, 이 혼인은 페리고르 백작령을 상속으로서 받았을뿐만 아니라 리모주 자작령과 브르타뉴 백국에 대한 샤티용블루아 가의 권리까지 얻었다.
그는 그 후 아르마냐크를 차지했고, 그의 아들 장을 푸아와 비고르 백작령의 계승자이자 최근에 나바라 왕국의 여왕으로 선포된 카탈리나 1세와 혼인시켰다.

## 광기 전쟁

광기 전쟁 이전에 1477년 당시에 왕실 소유지와 독립 공국들, 영주령을 보여주는 지도.

이 당시 알랭 1세는 브르타뉴 공국의 통치자 프랑수아 2세 드 브르타뉴의 딸 안 드 브르타뉴와 혼인하여 공국의 지배권에 대한 그의 힘을 굳히고 싶어했다. 그는 소위 광기 전쟁이라고 불리던 왕실의 권위에 저항하던 브르타뉴를 지원하여 반란 세력에 참여했다. 그의 활동은 실패했고 1487년에 브르타뉴 공작을 지원 하지도 못한체 패배하였다. 다음 해 그는 바다를 통해 지원군을 이끌고 왔으나, 생토뱅뒤코르미에 전투에서 루이 2세 드 라 트레무아유에게 격퇴당하였다. 하지만 그는 그의 가스코뉴 군대를 동원해 낭트를 점거하며 프랑수아의 유산을 주장했다. 그는 여전히 안과의 결혼과 브르타뉴 상속을 바랬고 프랑스가 안의 선택에 대한 그의 주장을 지지 할 것이라는 합의서 대신에 낭트를 왕실 군대에 넘겨주기로 하였다. 안은 알랭과 혼인하는데는 의사가 없었고 대신 프랑스의 왕과 혼인함으로써 브르타뉴에 대한 알랭의 야망은 끝이 나고 만다.

## 가족
브르타뉴에서의 실패에도 알랭은 1499년 5월에 체사레 보르자와 혼인한 그의 딸 샬로트 달브레를 통해 왕실과의 연결 고리를 마련하였다.
그의 자식들은 다음과 같다:
- 장 달브레 - 나바라 왕국의 여왕 카탈리나 1세와 혼인함으로써 (1484), 1516년까지 나바라의 명예(Jure uxoris) 왕이 되었다. 장의 손녀이자 나바라 국왕 헨리케 2세의 딸 호아나 3세는 앙투안 드 부르봉과 혼인했고 헨리케 3세의 어머니가 되었다.
- 가브리엘(Gabriel) - 아베느쉬르엘프(Avesnes-sur-Helpe)의 영주
- 샬로트 달브레 - 샬뤼(Châlus)의 영주이며, 체사레 보르자와 혼인
- 아마니외 달브레 (1520년 사망) - 파미에, 코망주, 레스카르의 주교이며, 그 후에는 추기경이 되었다.
- 피에르(Pierre) - 페리고르 백작
- 루이즈(Louise) - 리모주 여자작 (1531년 사망)이며, 샤를 1세 드 크루이와 혼인(1495년)
- 이자벨(Isabelle) - 뷔크 사령관 가스통 2세와 혼인

알랭 달브레는 1522년 10월 1일(?) 카스텔잘루에서 사망했다.